# Каюмов, Габдрауф Габдулхакович
Габдрауф Габдулхакович Каюмов (13 декабря 1926 — 4 июня 2009) — советский работник сельского хозяйства, механизатор, Герой Социалистического Труда.

## Биография
Родился 13 декабря 1926 года в селе Сарабикулово Бугульминского кантона Татарской АССР, ныне в составе Лениногорского района Республики Татарстан.
В 1940 году окончил семилетку и пошел работать в колхоз «Магнит» в родном селе. Трудиться пришлось и в суровые годы Великой Отечественной войны. В 1943 году был призван в Красную армию, служил на Дальнем Востоке, в августе 1945 года принимал участие войне с Японией, затем остался на сверхсрочную службу — был курсантом инженерно-технической школы 34-го отдельного саперного батальона 12-й стрелковой Амурской дивизии.
Вернувшись в 1950 году на родину, Каюмов стал заместителем председателя в родном колхозе, затем учился в Бугульминской школе механизации. До 1957 года работал комбайнером и механиком в Шугуровской МТС. Во время освоения в СССР целинных земель уехал в Казахстан, там тоже работал комбайнером, слесарем, бригадиром, инженером в совхозе «Введенский» (Боровский район Кустанайской области Казахской ССР). Здесь он был удостоен в 1966 году звания Героя Социалистического Труда.
В 1987 году Габдрауф Габдулхакович с семьей переехал в Набережные Челны и работал слесарем-инструменталыциком на заводе «КамАЗ» до 1996 года, был членом совета ветеранов Набережных Челнов.
Г. Г. Каюмов умер 4 июня 2009 года, похоронен в Набережных Челнах. На доме 52/09, где жил Герой, установлена памятная мемориальная доска.

## Награды
- 23 июня 1966 года Г. Г. Каюмову было присвоено звание Героя Социалистического Труда с вручением ордена Ленина (за выдающиеся успехи, достигнутые в увеличении производства и заготовок зерна, кормовых культур, и высокопроизводительное использование техники).
- Также был награждён орденами Отечественной войны II степени, Трудового Красного Знамени, Октябрьской Революции и многими медалями, среди которых «За победу над Японией», медаль Жукова, «За освоение целинных земель», а также золотая и 5 бронзовых медалей ВДНХ СССР.
- Почётный гражданин города Набережные Челны.[4]